# 頼源
頼源（らいげん、? - 寿永2年2月24日〈1183年3月19日〉）は、平安時代後期の絵仏師。父は頼助。
1142年（康治元年）藤原忠通の発願により葉衣観音を描き、1149年（久安5年）延勝寺供養の際の勧賞で父の功績を譲られて法橋に任じられ、その後は法眼に昇任した。両界曼荼羅や阿弥陀如来像など多くの画を描いたことが伝えられているが、遺品は残されていない。